# HD 40307 g

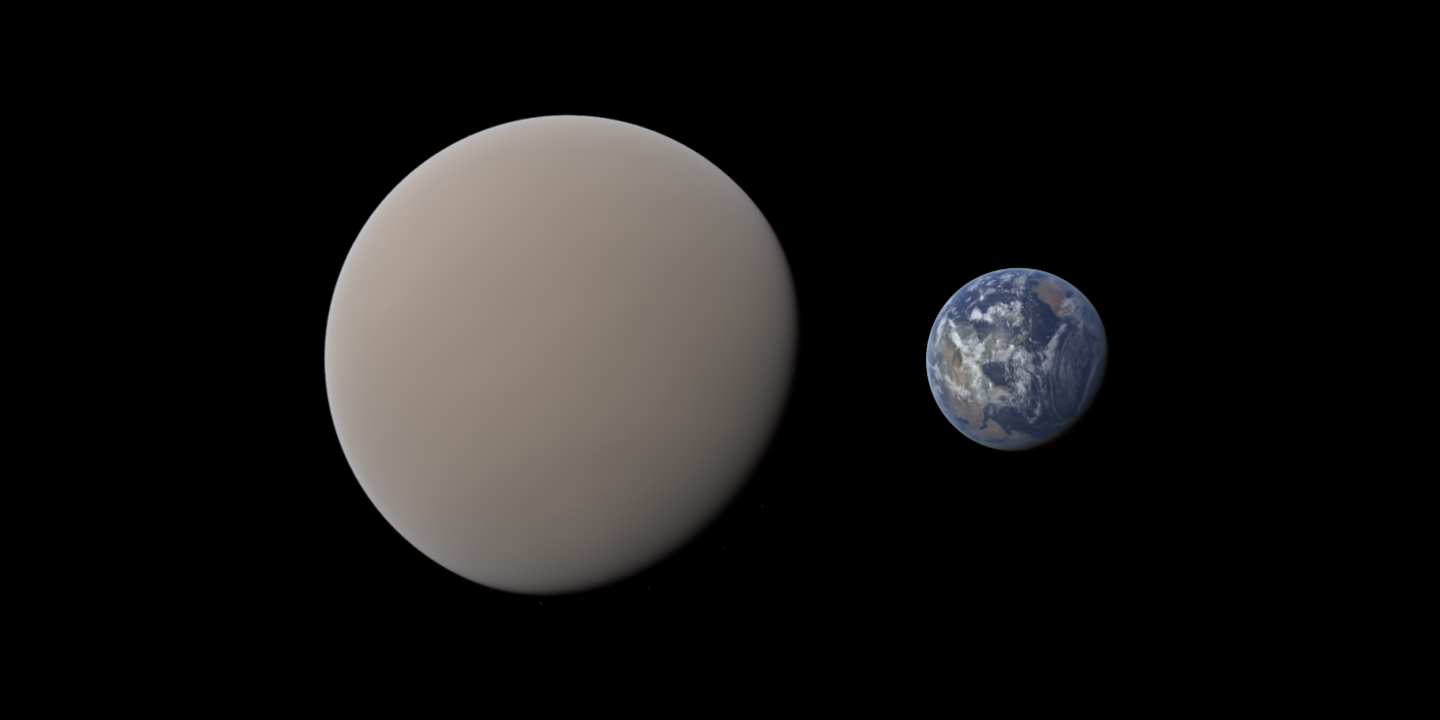
Exoplaneta HD 40307 g ve srovnání se Zemí

HD 40307 g je exoplaneta nacházející se v souhvězdí Malíře. Byla objevena pomocí spektrografu HARPS na observatoři La Silla v Chile. S odhadovanou hmotností nejméně 7,1násobku hmotnosti Země se řadí do kategorie superzemě, avšak její skutečná povaha (zda se jedná o superzemi nebo minineptun) zatím není známa.
Planeta obíhá kolem hvězdy HD 40307, což je oranžový trpaslík spektrálního typu K2.5V, vzdálený přibližně 42 světelných let od Země. HD 40307 g leží v obyvatelné zóně své hvězdy, kde by teoreticky mohly panovat podmínky umožňující existenci kapalné vody na povrchu, pokud má vhodnou atmosféru a pevný povrch.

## Charakteristiky
HD 40307 g má následující známé parametry:
- Hmotnost: ≥ 7,1 M⊕
- Průměr: Odhadovaný na ~30 000 km, přibližně 2,4násobek Země.
- Oběžná doba: 197,8 dne
- Velká poloosa: 0,6 AU (přibližně 90 milionů km)
- Výstřednost dráhy: ~0,22

Průměrná teplota povrchu je odhadována na přibližně 277 K (4 °C), což naznačuje, že se planeta nachází ve středu obyvatelné zóny. Tato hodnota však závisí na složení její atmosféry, které zatím není známo.

## Obyvatelnost
HD 40307 g se nachází v obyvatelné zóně, což znamená, že na jejím povrchu by za předpokladu přítomnosti atmosféry mohla existovat kapalná voda. Kvůli své vyšší hmotnosti by však mohla mít hustší atmosféru, která by mohla způsobit skleníkový efekt podobný jako u Venuše. Alternativně by mohla mít plynnou obálku, což by ji přiblížilo charakteristikám Neptunu.

## Význam objevu
Objev HD 40307 g je významný, protože se jedná o jednu z prvních superzemí nalezených v obyvatelné zóně hvězdy podobné Slunci. Tato planeta je jedním z hlavních cílů pro budoucí výzkum atmosfér exoplanet, který by mohl objasnit, zda by mohla být obyvatelná. Spektroskopická pozorování, například pomocí dalekohledu Jamese Webba, by mohla přinést klíčové informace o jejím složení a podmínkách na povrchu.